# Ралевиці
Ралевиці (пол. Ralewice) — село в Польщі, у гміні Задзім Поддембицького повіту Лодзинського воєводства.
Населення — 146 осіб (2011).
У 1975-1998 роках село належало до Серадзького воєводства.

## Демографія
Демографічна структура станом на 31 березня 2011 року:
|          | Загалом | Допрацездатний вік | Працездатний вік | Постпрацездатний вік |
| -------- | ------- | ------------------ | ---------------- | -------------------- |
| Чоловіки | 76      | 10                 | 58               | 8                    |
| Жінки    | 70      | 10                 | 45               | 15                   |
| Разом    | 146     | 20                 | 103              | 23                   |